# Arnošt Schoř
Arnošt Schoř (10. ledna 1885 Německé Bránice – 28. června 1942 Kounicovy koleje) byl československý legionář a odbojář popravený nacisty.

## Život
Arnošt Schoř se narodil 10. ledna 1885 v Německých, dnes Moravských, Bránicích na Brněnsku v rodině rolníka Františka Schoře a Kateřiny, rozené Zoufalé. Vychodil pět tříd obecné školy a jednu třídu školy měšťanské. Začal pracovat jako číšník. Po vypuknutí první světové války byl povolán do c. a k. armády, konkrétně k 1. zeměbraneckému pěšímu pluku, u kterého předtím absolvoval i službu prezenční. Byl odeslán na ruskou frontu, kde 28. března 1915 padl v hodnosti desátníka v Karpatech do zajetí. Přihlásil se do Československých legií, kam byl zařazen 22. května 1917. Jako vojín 2. střeleckého pluku absolvoval Sibiřskou anabázi a do Československa se vrátil v roce 1920. V meziválečném období pracoval v rodných Moravských Bránicích na železnici jako zřízenec a kancelářský sluha. Po německé okupaci v březnu 1939 se zapojil do protinacistického odboje v odbojové organizaci Obrana národa. Za svou činnost byl zatčen gestapem a 28. června 1942 popraven v brněnských Kounicových kolejích a Breslau. Jeho tělo bylo zpopelněno o den později v brněnském krematoriu.